# Белоцерковский, Олег Михайлович
Оле́г Миха́йлович Белоцерко́вский (29 августа 1925, Ливны, Орловская губерния — 14 июля 2015, Красково, Московская область) — советский математик и механик, основоположник нескольких направлений в вычислительной математике, нелинейной механике и математическом моделировании. Академик АН СССР (1979). Доктор физико-математических наук, профессор. Ректор Московского физико-технического института в 1962—1987 гг. Лауреат Ленинской премии (1966).

## Биография
Родился 29 августа 1925 г. в городе Ливны Орловской губернии (ныне Орловской области), в семье преподавателей Ливенского педагогического училища (педтехникума) Михаила Наумовича Белоцерковского (который с 1922 года был первым директором педтехникума) и Елизаветы Алексеевны Инютиной. Кроме Олега Михайловича, эта семья воспитала ещё одного известного учёного — Сергея Михайловича Белоцерковского. Племянник драматурга В. Н. Билль-Белоцерковского.
В 1952 году окончил физико-технический факультет МГУ. После этого О. М. Белоцерковский работал в Математическом институте АН СССР им. В. А. Стеклова, затем в Вычислительном центре АН СССР. Член КПСС с 1960 года.
С 1962 по 1987 годы — ректор МФТИ. Столь необычное назначение (кандидата наук в 37 лет) было осуществлено по просьбе и по представлению его научного руководителя — академика А. А. Дородницына. Как отмечал С. П. Капица: «На годы ректорства О. М. Белоцерковского — а это без малого 25 лет! — пришелся подлинный расцвет института. Именно при нём была создана и совершенствовалась та система подготовки кадров для современной науки и техники, которую справедливо называют „системой Физтеха“…»
В 1965 году защитил диссертацию на соискание учёной степени доктора физико-математических наук.
28 ноября 1972 года избран член-корреспондентом Академии наук СССР (АН СССР), а 15 марта 1979 года — действительным членом АН СССР (с 1991 года — Российская академия наук, РАН) — по Отделению математических наук (секция прикладной математики и информатики). До 30 мая 2013 года был членом Бюро Отделения математических наук.
После смерти академика А. И. Берга был в 1983—1987 гг. председателем Научного совета по комплексной проблеме «Кибернетика» АН СССР.
В 1987—2009 годах — создатель и директор Института автоматизации проектирования (ИАП) АН СССР, почётный директор до конца жизни.
В течение многих лет О. М. Белоцерковский являлся заместителем академика-секретаря Отделения информатики, вычислительной техники и автоматизации Академии наук, научным руководителем лаборатории вычислительной физики ВЦ РАН, заведующим базовой кафедрой МФТИ. Был главным редактором журнала «Информатика и образование», членом редколлегии «Журнала вычислительной математики и математической физики» и ряда других ведущих российских научных журналов.
Скончался 14 июля 2015 года. Похоронен на Троекуровском кладбище (участок 25а).

## Семья
- брат Сергей Михайлович (1920—2000) — советский и российский учёный в области ракетно-космической техники, доктор технических наук, профессор, генерал-лейтенант авиации.
- двоюродный брат Вадим Владимирович (1928—2017) — публицист.

## Научная деятельность
Основные научные интересы Олега Михайловича Белоцерковского связаны с разработкой численных методов и решением проблем нелинейной механики, аэрогазодинамики спускаемых космических аппаратов, физики плазмы, гидрофизики, механики деформируемого твёрдого тела и ряда других вопросов в области математического моделирования. Им создана крупная школа в области вычислительной механики. Под научным руководством О. М. Белоцерковского работали коллективы исследователей в различных организациях РАН, высшей школы и ведущих отраслей промышленности.
О. М. Белоцерковскому удалось решить давно привлекавшую внимание учёных одну из важнейших проблем аэродинамики — задачу сверхзвукового обтекания затупленных тел с отошедшей ударной волной. Работы его по данной тематике имеют мировой приоритет, являясь выдающимся вкладом в теорию и практику космических исследований. В России и за рубежом предложенный им метод, основанный на модифицированном методе интегральных соотношений, является базовым в аэродинамических расчётах гиперзвуковых летательных аппаратов.
При непосредственном участии Белоцерковского в СССР были популяризированы и внедрены ряд вычислительных методов — таких, как «крупных частиц» (FLIC-метод), «консервативный метод потоков», «метод расщепления», «сеточно-характеристический метод», «статистический метод частиц», которые нашли широкое применение в работе различных НИИ и КБ.
Фундаментальные теоретические результаты получены О. М. Белоцерковским и его учениками в ряде актуальных областей вычислительной механики и физики, включая сверхзвуковую аэродинамику, теорию пространственно-нестационарное обтекания тел сложной формы, динамику вязкого теплопроводного газа, моделированием магнитогидродинамической неустойчивости в термоядерных реакторах, методику и практику моделирования статистических процессов на базе уравнений Больцмана и др.
В круг интересов учёного входили также математическое моделирование проблем гидрофизики, турбулентности, многомерных задач физики плазмы (применительно к проблеме лазерного термоядерного синтеза), задач механики деформируемого твёрдого тела, математическое моделирование различных медико-биологических процессов, разработка общих подходов к решению проблемы отображения численных методов на архитектуру высокопроизводительных ЭВМ (супер-ЭВМ). Значительный интерес представляют разработки О. М. Белоцерковского, посвящённые прямому численному исследованию сложных явлений турбулентности и гидродинамических неустойчивостей.
Опираясь на опыт выполненных им работ по прямому численному моделированию отрывных течений, развитых упорядоченных структур в турбулентных сдвиговых течениях и гидродинамических неустойчивостей, О. М. Белоцерковский выдвинул ряд основополагающих принципов, которые положили начало новому конструктивному подходу к численному моделированию актуальных и сложных проблем нелинейной механики сплошных сред. Эти разработки получили высокую оценку группы учёных Лос-Аламосской национальной лаборатории (США), руководимой Фрэнсисом Харлоу, где Белоцерковский в 1994—1995 гг. прочёл цикл лекций и провёл ряд семинаров.
Автор более 300 научных работ, книг, монографий и учебников.

## Награды и премии
- Орден Трудового Красного Знамени (1967, 1975, 1981)
- Орден Октябрьской Революции (1971)
- Орден Ленина (1985)
- Орден «За заслуги перед Отечеством» IV степени (1999) — за большой вклад в развитие отечественной науки, подготовку высококвалифицированных кадров и в связи с 275-летием Российской академии наук[9]
- Орден «За заслуги перед Отечеством» III степени
- Лауреат Ленинской премии (1966)[10]
- Лауреат премии имени Н. Е. Жуковского I степени и золотой медали «За лучшую работу по теории авиации» — за цикл работ по гиперзвуковой аэродинамике
- Премия Правительства Российской Федерации в области образования (2011) (совм. с И. Н. Грозновым, А. Г. Леоновым, В. А. Петрухиным, В. Т. Черепиным и др. — за научно-практическую разработку «Система подготовки кадров для удалённых научных и научно-производственных центров»[11],
- Золотая медаль имени С. П. Королёва (АН СССР, 1981) — за выдающиеся работы в области ракетно-космической техники[12]
- Звание «Заслуженный профессор Московского университета» (1999)[1]
- Звание «Заслуженный профессор МФТИ» (2003)[13]

## Избранные труды

### Монографии
- Расчёт обтекания осесимметричных тел с отошедшей ударной волной : [ : (расчётные формулы и таблицы полей течений) / О. М. Белоцерковский. Акад. наук СССР, Вычислительный центр. — Москва : ВЦ АН СССР, 1961. — 56 с. : черт.; 22 см.
- Обтекание затупленных тел сверхзвуковым потоком газа : теоретическое и эксперим. исследования / О. М. Белоцерковский, А. Булекбаев, М. М. Голомазов и др. ; Под ред. О. М. Белоцерковского. — Москва : Вычислит. центр АН СССР, 1966. — 337 с. : ил.; 22 см. — (Труды Вычислительного центра/ Акад. наук СССР).
  - Обтекание затупленных тел сверхзвуковым потоком газа : теорет. и эксперим. исследования / О. М. Белоцерковский, А. Булекбаев, М. М. Голомазов и др. ; Под ред. О. М. Белоцерковского. — Москва : [б. и.], 1967. — 400 с. : ил.; 22 см. — (Труды Вычислительного центра/ АН СССР).
- Лекции по вычислительной газодинамике / О. М. Белоцерковский. Изд. Межд. центра по механике CISM (Италия). 1970. 300 с.
- Стационарный метод «крупных частиц» для решения задач внешней аэродинамики / О. М. Белоцерковский, Ю. М. Давыдов ; Вычислит. центр АН СССР, Московский физико-технический институт. — Москва : [б. и.], 1970. — 84 с. : ил.; 22 см.
- Белоцерковский О. М., Головачёв Ю. П., Грудницкий В. Г., Давыдов Ю. М., Душин В. К., Лунькин Ю. П., Магомедов К. М., Молодцов В. К., Толстых А. И., Фомин В. Н., Холодов А. С. Численное исследование современных задач газовой динамики. М: Наука, 1974. 397 с.
- Numerical methods in fluid dynamics. Hemisphere Publ. Corp. (ed. by H. J. Wirz and J. J. Smolderen). 1978.
- Метод крупных частиц в газовой динамике : вычислительный эксперимент / О. М. Белоцерковский, Ю. М. Давыдов. — Москва : Наука, 1982. — 391 с. : ил.; 27 см.
- Прямое статистическое моделирование задач аэрогидродинамики / О. М. Белоцерковский, А. И. Ерофеев, В. Е. Яницкий. — Москва : ВЦ АН СССР, 1983. — 56 с. : ил.; 20 см. — (Сообщ. по прикл. математике. / АН СССР, ВЦ).
- Численное моделирование в механике сплошных сред. М.: Наука,
  - 1-е изд. 1984;
  - [2-е изд., перераб. и доп.]. — Москва : Изд. фирма «Физ.-мат. лит.», 1994. — 441, [1] с. : ил.; 22 см; ISBN 5-02-014986-1
- Численное моделирование взаимодействия лазерного излучения с веществом методом крупных частиц / О. М. Белоцерковский, Ю. М. Давыдов, С. А. Кутасов. — Москва : ВЦ АН СССР, 1984. — 53 с. : ил.; 21 см. — (Сообщения по прикладной математике).
- Моделирование отрывных течений на ЭВМ / О. М. Белоцерковский, С. М. Белоцерковский, Ю. М. Давыдов, М. И. Ништ. — Москва : Науч. совет по комплекс. пробл. «Кибернетика», 1984. — 122 с. : ил.; 22 см.
- Вычислительная механика : современные проблемы и результаты / О. М. Белоцерковский; АН СССР. — Москва : Наука, 1991. — 183 с. : ил.; 21 см; ISBN 5-02-006810-1
- Численный эксперимент в турбулентности: от порядка к хаосу / О. М. Белоцерковский ; Рос. акад. наук. — (Серия «Кибернетика: неограниченные возможности и возможные ограничения»).
  - 1-е изд. Москва : Наука, 1997. — 205, [1] с. : ил.; 22 см. ; ISBN 5-02-000832-X
  - [2-е изд., доп.]. — Москва : Наука, 2000. — 222, [1] с. : ил.; 22 см; ISBN 5-02-008356-9
- Динамика пространственных вихревых течений в неоднородной атмосфере : Вычислительный эксперимент / О. М. Белоцерковский, В. А. Андрущенко, Ю. Д. Шевелев. — Москва : Янус-К, 2000. — 455 с. : ил.; 22 см; ISBN 5-8037-0043-6
- Турбулентность и неустойчивость. 1999 г.
  - Turbulence and instabilities / O. M. Belotserkovskii; Russ. acad. of sciences. — Rev. a. extended ed. — Moscow : MZpress publ., 2003 (Калуж. тип. стандартов). — 449 с. : ил., табл.; 22 см; ISBN 5-94073-071-X (англ.)
- Modern Solution Methods for Nonlinear Multidimensional Problems. Mathematics. Mechanics. Turbulence. The Edwin Mellen Press, 2000.
- Методы Монте-Карло в механике жидкости и газа / О. М. Белоцерковский, Ю. И. Хлопков. — Москва : Азбука-2000, 2008. — 329 с. : ил., табл.; 21 см; ISBN 978-5-7417-0226-0
- Турбулентность : Новые подходы / О. М. Белоцерковский, А. М. Опарин, В. М. Чечёткин. — Москва : Наука, 2003 (С.-Петерб. тип. Наука). — 285, [1] с. : ил., табл.; 21 см. — (Информатика: неограниченные возможности и возможные ограничения / Рос. акад. наук).; ISBN 5-02-032791-3.
- Двойственный (скоростно-вихревой) детерминизм механики жидкости, газа и плазмы / О. М. Белоцерковский, В. В. Щенников; Ин-т автоматизации проектирования Рос. акад. наук. — Москва : Компания Спутник+, 2004. — 68 с.; 21 см; ISBN 5-93406-820-2 : 100 экз.
- Экономическая синергетика : вопросы устойчивости / О. М. Белоцерковский, Г. П. Быстрай, В. Р. Цибульский; Ин-т проблем освоения Севера Сибирского отд-ния Российской акад. наук; отв. ред. А. А. Шананин. — Новосибирск : Наука, 2006. — 115, [1] с. : ил., табл.; 23 см; ISBN 5-02-031101-4
- Физические основы гидродинамики: макроскопический и кинетический подходы = The physical foundations of fluidodynamics macroscopic and kinetic approaches / О. М. Белоцерковский [и др.]. — Москва : Экономика, 2007. — 212 с. : ил.; 21 см; ISBN 978-5-282-02744-0
- Организованные структуры в турбулентных течениях : анализ экспериментальных работ по турбулентному пограничному слою / О. М. Белоцерковский [и др.]. — Москва : МФТИ, 2009. — 301 с. : ил.; 22 см; ISBN 978-5-7417-0226-0
- Белоцерковский О.М, Андрущенко В. А., Шевелев Ю. Д. Динамика вихреобразных течений в атмосфере, обусловленных природными факторами. — М.: Издательский центр «Полёт Джонатана», 2013. — 432 с.
- Динамика вихреобразных течений в атмосфере, обусловленных природными факторами / О. М. Белоцерковский, В. А. Андрущенко, Ю. Д. Шевелев. — Москва : Полёт Джонатана, 2014. — 430, [1] с. : ил., табл.; 20 см; ISBN 978-5-8196-0079-5

### Учебные пособия
- Сборник задач по основам вычислительной математики / Под общ. ред. чл.-корр. АН СССР О. М. Белоцерковского; М-во высш. и сред. спец. образования РСФСР. Моск. физ.-техн. ин-т. — М.: МФТИ, 1974. — 20 см.
  - Ч. 1 / Авт. коллектив: В. И. Косарев, О. Л. Косарева, Н. П. Онуфриева [и др.]. — 1974. — 150 с. : ил.
  - Ч. 2 / Авт. коллектив: В. С. Рябенький, Н. П. Онуфриева, В. Б. Пирогов [и др.]. — 1977. — 117 с. : ил.
- Метод «крупных частиц» : (схемы и приложения) : учебное пособие / О. М. Белоцерковский, Ю. М. Давыдов; Мин-во высшего и среднего специального образования, Московский физико-технический институт. — Москва : МФТИ, 1978. — 124 с. : граф.; 20 см.
- Диссипативные свойства разностных схем : учебное пособие / О. М. Белоцерковский, Ю. М. Давыдов. — Москва : МФТИ, 1981. — 131 с. : граф.; 20 см.

### Отчёты о научных командировках
- Отчёт о командировке в США : Для участия в ежегодной конференции IAS (Institute of the Aerospace Sciences) / О. М. Белоцерковский; Акад. Наук СССР, Всесоюзный институт научной и технической информации. — Москва : [б. и.], 1964. — 32 с. : ил.; 29 см.
- Отчёт о командировке в США для участия в Третьем конгрессе Американского института аэронавтики и астронавтики (AIAA), а также посещения ряда научных центров в городах Нью-Йорк, Принстон, Провиденс и Бостон / Л. И. Седов, О. М. Белоцерковский, Г. Г. Чёрный; Акад. наук СССР, Всесоюзный институт научной и технической информации. — Москва : [б. и.], 1966. — 13 с.; 22 см.
- Отчёт о командировке в Италию : Для участия в Международном симпозиуме по динамике жидкостей в гетерогенной многофазной среде (1-8 октября г. Неаполь), посещения научных центров в городах: Неаполь, Турин, Милан, Болонья, Пиза, Рим / О. М. Белоцерковский; АН СССР, Всесоюзный институт научной и технической информации. — Москва : [б. и.], 1968. — 11 с.; 22 см.
- Отчёт о командировке в Японию / Чл.-кор. АН СССР О. М. Белоцерковский; АН СССР. ВИНИТИ. — Москва : [б. и.], 1974. — 41 с.; 29 см.

### Научно-популярные выступления
- Космос и его образование / О. М. Белоцерковский, проф., лауреат Ленинской премии. — Москва : Знание, 1972. — 32 с. : ил.; 21 см.
- Робототехника и гибкоперестраиваемая технология / О. М. Белоцерковский, И. М. Макаров. — Москва : Знание, 1983. — 63 с. : ил.; 20 см. — (Б-чка «Союз науки и труда»).
- Этюды о турбулентности. Сб. статей под ред. О. М. Белоцерковского. М.: Наука, 1994. 290 с.
- «Я-физтех» : [сб. ст. : К 50-летию ин-та] / О. М. Белоцерковский, С. Т. Беляев, Н. В. Карлов. — Москва : ЦентрКом, 1996. — 111 с.; 20 см. — (Препринт. Моск. физ.-техн. ин-т; МФТИ 96-5).; ISBN 5-87129-009-4

### Под его редакцией
- Численные методы решения задач механики сплошных сред : Цикл. лекций, прочит. в летней школе по числ. методам, г. Киев, 15 июня — 7 июля 1966 г. / Под ред. О. М. Белоцерковского. — Москва : [б. и.], 1969. — 230 с. : ил.; 22 см. — (Труды Вычислительного центра/ АН СССР).
- Численное исследование современных задач газовой динамики / Под ред. чл.-кор. АН СССР О. М. Белоцерковского; АН СССР. Вычислит. центр. — Москва : Наука, 1974. — 397 с. : черт.; 22 см.
- Проблемы механики и теплообмена в космической технике : сборник статей / Под ред. О. М. Белоцерковского; [Предисл. Г. И. Петрова]. — Москва : Машиностроение, 1982. — 271 с. : ил.; 22 см.
- Проблемы управления релятивистскими и квантовыми динамическими системами : физ. и информ. аспекты / Б. Н. Петров, И. И. Гольденблат, Г. М. Уланов, С. В. Ульянов; [Отв. ред. О. М. Белоцерковский]. — Москва : Наука, 1982. — 524 с. : ил.; 22 см.
- Численное исследование течений в двигателях внутреннего сгорания методом крупных частиц / Ю. М. Давыдов, М. Г. Круглов, А. А. Меднов, В. А. Нефедов; [Отв. ред. О. М. Белоцерковский]. — Москва : ВЦ АН СССР, 1983. — 59 с. : ил.; 21 см. — (Сообщ. по прикл. математике. / АН СССР, ВЦ).
- Вопросы кибернетики : [Сб. ст.] / АН СССР, Науч. совет по комплекс. пробл. «Кибернетика»; [Редкол.: О. М. Белоцерковский (пред.) и др.]. — М. : Науч. совет по комплекс. пробл. «Кибернетика» АН СССР. — 21 см. [Вып. 99]: Конвейеризация вычислений / Науч. ред. Белоцерковский О. М., Щенников В. В. — Москва : Науч. совет по комплекс. пробл. «Кибернетика» АН СССР, 1986. — 152, [1] с. : ил.
- Проблемы прикладной математики и информатики : [сб. ст.] / АН СССР, ВЦ ; [Редкол.: О. М. Белоцерковский (гл. ред.) и др.]. — Москва : Наука, 1987. — 296 с. : ил., карт.; 22 см.
- Компьютерные модели и прогресс медицины : [сборник] / [под ред. О. М. Белоцерковского, А. С. Холодова]. — Москва : Наука, 2001. — 301, [1] с. : ил.; 22 см. — (Серия «Кибернетика: неограниченные возможности и возможные ограничения» / Рос. акад. наук).; ISBN 5-02-008371-2
- Компьютер и мозг : новые технологии / [отв. ред. О. М. Белоцерковский]. — Москва : Наука, 2005. — 320, [1] с. : ил., табл.; 22 см. — (Информатика: неограниченные возможности и возможные ограничения / Рос. акад. наук).; ISBN 5-02-033529-0 : 650 экз.
- Современные проблемы исследования быстропротекающих процессов и явлений катастрофического характера : к 75-летию В. П. Коробейникова / [отв. ред.: О. М. Белоцерковский, В. В. Марков, И. В. Семёнов]. — Москва : Наука, 2007. — 219, [3] с., [1] л. портр. : ил.; 23 см. — (Информатика: неограниченные возможности и возможные ограничения / Российская акад. наук).; ISBN 5-02-033785-4
- Медицина в зеркале информатики / [отв. ред.: О. М. Белоцерковский, А. С. Холодов]. — Москва : Наука, 2008. — 241, [1] с. : ил., табл.; 21 см. — (Информатика: неограниченные возможности и возможные ограничения / Российская акад. наук).; ISBN 978-5-02-033714-5
- и др.

### Статьи
Научные статьи
- Белоцерковский О. М. Обтекание кругового цилиндра с отошедшей ударной волной // Докл. АН СССР, 113:3 (1957), 509—512
- Белоцерковский О. М., Чушкин П. И. Решение на электронных счётных машинах некоторых задач аэродинамики больших скоростей. Тр. Всесоюзн. совещания по выч. матем. и примен. средств вычисл. техники г. Баку, 1958. Изд. АН СССР.
- Белоцерковский О. М. О расчёте обтекания осесимметрических тел с отошедшей ударной волной на электронной счётной машине. «Прикл. матем. и механика», 1960. Т. 24. N3. 7 с.
- Белоцерковский О. М., Чушкин П. И. Численный метод интегральных соотношений // Ж. вычисл. матем. и матем. физ., 2:5 (1962), 731—759
- Белоцерковский О. М. Симметричное обтекание затупленных тел сверхзвуковым потоком совершенного и реального газа // Ж. вычисл. матем. и матем. физ., 2:6 (1962), 1062—1085
- Белоцерковский О. М., Душин В. К. Сверхзвуковое обтекание затупленных тел неравновесным потоком газа // Ж. вычисл. матем. и матем. физ., 4:1 (1964), 61-77
- Белоцерковский О. М., Голомазов М. М., Шулишнина Н. П. Расчёт обтекания затупленных тел с отошедшей ударной волной потоком равновесно диссоциирующего газа // Ж. вычисл. матем. и матем. физ., 4:2 (1964), 306—316
- Белоцерковский О. М., Седова Е. С., Шугаев Ф. В. Сверхзвуковое обтекание затупленных тел вращения с изломом образующей // Ж. вычисл. матем. и матем. физ., 6:5 (1966), 930—934
- Белоцерковский О. М., Булекбаев А., Грудницкий В. Г. Алгоритмы численных схем метода интегральных соотношений для расчёта смешанных течений газа // Ж. вычисл. матем. и матем. физ., 6:6 (1966), 1064—1081
- Использование электронно-счётных машин для определения аэро-динамических характеристик летательных аппаратов. Reprint XVIII IAF Congress, 1968. 6 p.
- Белоцерковский О. М., Фомин В. Н. Расчёт течений излучающего газа в ударном слое // Ж. вычисл. матем. и матем. физ., 9:2 (1969), 397—412
- Белоцерковский О. М., Шифрин Э. Г. Трансзвуковые течения за отошедшей ударной волной // Ж. вычисл. матем. и матем. физ., 9:4 (1969), 908—931
- Белоцерковский О. М., Биберман Л. М., Бронин С. Я., Лагарьков А. Н., Фомин В. Н. Обтекание и нагрев затупленных тел гиперзвуковым потоком газа с учётом переноса излучения // ТВТ, 7:3 (1969), 529—541
- Белоцерковский О. М., Давыдов Ю. М. Метод «крупных частиц» для задач газовой динамики. Инф. бюл. СО АН СССР «Числ. методы мех. спл. сред», 1970. Т.1. 27 с.
- Белоцерковский О. М., Попов Ф. Д., Толстых А. И., Фомин В. Н., Холодов А. С. Численное решение некоторых задач газовой динамики // Ж. вычисл. матем. и матем. физ., 10:2 (1970), 401—416
- Белоцерковский О. М., Давыдов Ю. М. Расчёт трансзвуковых течений методом «крупных частиц». Инф. бюл. СО АН СССР «Числ. методы мех. спл. сред», 1970. Т. 1. N 6. 25 c. (Совм. с Ю. М. Давыдовым).
- Обтекание затупленных тел гиперзвуковым потоком газа с учётом переноса излучения Тр. XIX Inter. Astronaut. Congr., Pergamon Press (USA), 1970. 27 с. (Совм. с Л. М. Биберманом и др.).
- Белоцерковский О. М., Давыдов Ю. М. Нестационарный метод «крупных частиц» для газодинамических расчётов // Ж. вычисл. матем. и матем. физ., 11:1 (1971), 182—207
- Белоцерковский О. М., Давыдов Ю. М. Расчёт методом «крупных частиц» трансзвуковых «закритических» режимов обтекания // Ж. вычисл. матем. и матем. физ., 13:1 (1973), 147—171
- Белоцерковский О. М., Северинов Л. И. Консервативный метод «потоков» и расчёт обтекания тела конечных размеров вязким теплопроводным газом // Ж. вычисл. матем. и матем. физ., 13:2 (1973), 385—397
- Белоцерковский О. М., Осетрова С. Д., Фомин В. Н., Холодов А. С. Гиперзвуковое обтекание затупленных тел потоком излучающего газа // Ж. вычисл. матем. и матем. физ., 14:4 (1974), 992—1003
- Белоцерковский О. М., Гущин В. А., Щенников В. В. Метод расщепления в применении к решению задач динамики вязкой несжимаемой жидкости // Ж. вычисл. матем. и матем. физ., 15:1 (1975), 197—207
- Белоцерковский О. М., Яницкий В. Е. Статистический метод частиц в ячейках для решения задач динамики разреженного газа. I. Основы построения метода // Ж. вычисл. матем. и матем. физ., 15:5 (1975), 1195—1208
- Белоцерковский О. М., Яницкий В. Е. Статистический метод частиц в ячейках для решения задач динамики разреженного газа. II. Вычислительные аспекты метода // Ж. вычисл. матем. и матем. физ., 15:6 (1975), 1553—1567
- Белоцерковский О. М. Численный эксперимент в газовой динамике. «Числ. методы мех. спл. среды». СО АН СССР, 1975. 11 с.
- Белоцерковский О. М., Демченко В. В., Косарев В. И., Холодов А. С. Численное моделирование некоторых задач лазерного сжатия оболочек // Ж. вычисл. матем. и матем. физ., 18:2 (1978), 420—444
- Белоцерковский О. М., Митницкий В. Я. Некоторые точные решения задачи о магнитном диполе, обжатом бесконечно-проводящей жидкостью // Ж. вычисл. матем. и матем. физ., 19:2 (1979), 464—473
- Белоцерковский О. М., Ерофеев А. И., Яницкий В. Е. О нестационарном методе прямого статистического моделирования течений разряжённого газа // Ж. вычисл. матем. и матем. физ., 20:5 (1980), 1174—1204
- Белоцерковский О. М., Грудницкий В. Г. Исследование нестационарных течений газа со сложной внутренней структурой методами интегральных соотношений // Ж. вычисл. матем. и матем. физ., 20:6 (1980), 1400—1415
- Белоцерковский О. М., Голомазов М. М., Шабалин А. В. Исследование влияния сильного вдува газа с поверхности на гиперзвуковое обтекание затупленных тел // Ж. вычисл. матем. и матем. физ., 21:4 (1981), 1018—1030
- Белоцерковский О. М., Арутюнов Г. П., Виноградов А. В., Глазунов А. С., Журавлёв Ю. И. Прогнозирование исхода состояния при инфаркте миокарда // Докл. АН СССР, 261:6 (1981), 1307—1310
- Белоцерковский О. М., Быркин А. П., Мазуров А. П., Толстых А. И. Разностный метод повышенной точности для расчёта течений вязкого газа // Ж. вычисл. матем. и матем. физ., 22:6 (1982), 1480—1490

Воспоминания об учителе
- Анатолий Алексеевич Дородницын (к пятидесятилетию со дня рождения) / Белоцерковский О. М., Кибель И. А., Моисеев Н. Н., Христианович С. А., Чушкин П. И., Шмыглевский Ю. Д. // УМН, 16:2(98) (1961), С. 189—196.
- Белоцерковский О. М. 50 лет вместе // Воспоминания об академике А. А. Дородницыне : К 100-летию со дня рождения / Отв. ред. доктор физ.-мат. наук Б. В. Пальцев. — М. : ВЦ РАН, 2010. — С. 33—43.

## Память
После кончины акад. О. М. Белоцерковского ректор МФТИ Н. Н. Кудрявцев предложил создать книгу памяти Олега Михайловича Белоцерковского и призвал всех знавших его прислать соответствующие воспоминания и поделиться впечатлениями о встречах и работе с ним, чтобы увековечить его память.